# Nenad Stanković (Fußballspieler)
Nenad Stanković (Ненад Станковић, * 8. August 1977 in Gornji Milanovac, Jugoslawien) ist ein ehemaliger serbischer Fußballspieler. 2007 wurde er mit NSÍ Runavík Meister und Fußballer des Jahres der Färöer.

## Karriere
Der Mittelfeldspieler Stanković spielte in seinem Heimatland unter anderem für die Vereine FK Metalac und FK Mačva Šabac. 2004 wechselte er auf die Färöer, zunächst zu Skála ÍF. Mit Skála konnte er sich für den UEFA Intertoto Cup 2005 qualifizieren. In der Saison 2005 erreichte Skála den zweiten Platz in der Formuladeildin und nahm somit an der Qualifikation zum UEFA-Pokal teil. Nachdem seine Arbeitserlaubnis jedoch nicht verlängert wurde verpasste Stanković einen Großteil der folgenden Saison und kam auch in den beiden Qualifikationsspielen nicht zum Einsatz. Erst in der Sommerpause kehrte er zu Skála zurück.
Zur Saison 2007 wechselte Stanković zu NSÍ Runavík, wo er sein erfolgreichstes Jahr hatte. Zum ersten Mal in der Vereinsgeschichte wurde Runavík färöischer Meister. Stanković galt als einer der Spieler, die großen Anteil am Erfolg hatten. Er wurde in dieser Saison zum Fußballer des Jahres der Färöer gewählt. Zu seinen Mannschaftskollegen zählten damals unter anderem Jóhan Troest Davidsen, Hjalgrím Elttør, Jónhard Frederiksberg, Christian Høgni Jacobsen, Jens Martin Knudsen, Bogi Løkin, Pól Thorsteinsson und Einar Tróndargjógv.
2008 wurde im Spiel um den Supercup der Pokalsieger EB/Streymur mit 4:0 besiegt. Insgesamt konnte Stanković in dieser Saison jedoch nicht an seine bisherigen guten Leistungen anknüpfen. Zur Saison 2009 verließ er Runavík.
In der Folgezeit spielte er jeweils für eine Saison bei B68 Toftir, Víkingur Gøta und KÍ Klaksvík. Mit Víkingur spielte er 2010 als amtierender Pokalsieger erneut im Supercup, wobei das Spiel mit 1:2 gegen Meister HB Tórshavn verloren wurde. Nach der Saison 2011 wechselte er in die dritte serbische Liga zu FK Železničar Lajkovac. Im Sommer 2012 kam er zurück auf die Färöer und spielte für TB Tvøroyri. Nach der Saison verließ er den Verein. Von 2014 bis 2016 spielte Stanković mit Unterbrechungen beim unterklassigen isländischen Verein Knattspyrnufelagid Aegir.

### Europapokal
2005 spielte Stanković mit Skála ÍF im UEFA Intertoto Cup. Der Verein schied jedoch in der ersten Runde nach einem 0:2 und 0:1 gegen Tampere United aus. Als Meister trat er 2008/09 mit NSÍ Runavík in der Qualifikation zur UEFA Champions League an. Nach einer 3:0-Hinspielniederlage gegen Dinamo Tiflis konnte das Rückspiel mit 1:0 gewonnen werden, wobei Stanković als herausragender Spieler galt. 2010/11 nahm Stanković mit Víkingur Gøta an der Qualifikation zur UEFA Europa League teil. Gegen Beşiktaş Istanbul wurden beide Spiele mit 0:3 beziehungsweise 0:4 verloren.

## Erfolge
- 1× Färöischer Meister: 2007
- 1× Färöischer Supercup-Sieger: 2008
- 1× Spieler des Jahres: 2007[7]